# Mary Lambert
Mary Lambert Gary (nascuda el 13 d'octubre de 1951) és una directora estatunidenca. Ha dirigit vídeos musicals, episodis de televisió i llargmetratges, principalment del gènere de terror.

## Vida i carrera
Lambert va néixer a Helena (Arkansas), filla de Martha Kelly i Jordan Bennett Lambert III, un agricultor d'arròs i cotó. La seva germana petita és l'antiga senadora Blanche Lincoln d'Arkansas. Lambert es va graduar a la Rhode Island School of Design amb un B.F.A.
Lambert va dirigir el primer vídeo musical de Chris Isaak "Dancin'" i els vídeos musicals de "Nasty" i "Control" de Janet Jackson. També va dirigir vídeos per a Annie Lennox, Mick Jagger, The Go-Go's, Whitney Houston, Alison Krauss, Live, Mötley Crüe, Queensrÿche, Sting, Debbie Harry, Tom Tom Club i altres. Va dirigir molts dels primers vídeos de Madonna, inclosos "Borderline", "Like a Virgin", "Material Girl", "La Isla Bonita", i "Like a Prayer".
El 1987, va estrenar el seu primer llargmetratge, l'elegant i controvertida Siesta, protagonitzada per Ellen Barkin i Jodie Foster. Va ser nominada al Premi IFP Spirit a la Millor Primera Pel·lícula, però va perdre davant Dirty Dancing. És coneguda pels fans del terror per dirigir l'adaptació de 1989 de la novel·la de Stephen King Pet Sematary i la seva seqüela, Cementiri vivent 2. More recently, Lambert directed 2005's Urban Legends: Bloody Mary Més recentment, Lambert va dirigir Urban Legends: Bloody Mary del 2005 i la pel·lícula de terror de Syfy del 2011 Mega Python vs. Gatoroid.
El 1993 va dirigir el videojoc de Digital Pictures FMV Double Switch.

## Vida personal
Està casada amb Jerome Gary.

## Filmografia
Curtmetratges
| Any  | Títol               | Director | Guionista | Productor |
| ---- | ------------------- | -------- | --------- | --------- |
| 1977 | Rapid Eye Movements | Sí       | No        | No        |
| 2012 | Pearl               | Sí       | Sí        | Sí        |

### Cinema
| Any  | Títol                                        | Notes                                        |
| ---- | -------------------------------------------- | -------------------------------------------- |
| 1986 | Under the Cherry Moon                        | No acreditada, listed as Creative Consultant |
| 1987 | Siesta                                       |                                              |
| 1989 | Pet Sematary                                 | [ 8 ]                                        |
| 1991 | Grand Isle                                   |                                              |
| 1992 | Cementiri vivent 2                           |                                              |
| 1999 | Clubland                                     |                                              |
| 2000 | The In Crowd                                 |                                              |
| 2001 | Halloweentown II: Kalabar's Revenge          |                                              |
| 2001 | Strange Frequency                            |                                              |
| 2005 | Urban Legends: Bloody Mary                   |                                              |
| 2007 | The Attic                                    |                                              |
| 2014 | Presumed Dead in Paradise                    |                                              |
| 2014 | Fishing Pono: Living in Harmony with the Sea | També guionista                              |
| 2021 | A Castle for Christmas                       |                                              |
| 2023 | Best. Christmas. Ever!                       |                                              |

### Televisió
| Any  | Tírol                    | Director | Guionista | Episodi                         | Notes                    |
| ---- | ------------------------ | -------- | --------- | ------------------------------- | ------------------------ |
| 2021 | The Goldbergs            | Sí       | No        | "Daddy Daughter Day 2"          |                          |
| 2019 | Step Up: High Water      | Sí       | No        | "Splits"                        |                          |
| 2017 | Arrow                    | Sí       | No        | "The Sin-Eater"                 |                          |
| 2016 | The Blacklist            | Sí       | No        | "The Director"                  |                          |
| 2010 | On the Road in America   | Sí       | No        | "Cowboys and Indians"           |                          |
| 2008 | The Dark Path Chronicles | Sí       | Sí        | "Lost in the Dark Path"         |                          |
| 2008 | The Dark Path Chronicles | Sí       | Sí        | "Searching for Solace"          |                          |
| 2008 | The Dark Path Chronicles | Sí       | Sí        | "Entering the Dark Path"        |                          |
| 2008 | The Dark Path Chronicles | Sí       | Sí        | "Trapped"                       |                          |
| 2008 | The Dark Path Chronicles | Sí       | Sí        | "Vampire Temptations"           |                          |
| 2008 | The Dark Path Chronicles | Sí       | Sí        | "A Father's Warning"            |                          |
| 2008 | The Dark Path Chronicles | Sí       | Sí        | "Friday Evening: The Awakening" |                          |
| 2007 | On the Road in America   | Sí       | Sí        | "Mississippi Delta"             |                          |
| 2001 | Strange Frequency        | Sí       | Sí        | "More Than a Feeling"           |                          |
| 2001 | Strange Frequency        | Sí       | Sí        | "Disco Inferno"                 |                          |
| 1994 | Rebel Highway            | Sí       | Sí        | "Dragstrip Girl"                |                          |
| 1992 | Red Shoe Diaries         | Sí       | Sí        | "Accidents Happen"              | Credited as Alan Smithee |
| 1989 | Tales from the Crypt     | Sí       | Sí        | "Collection Completed"          |                          |

Telefilms
- Dragstrip Girl (1994)
- Face of Evil (1996)
- Love Is Strange (1996)
- My Stepson, My Lover (1997) (a.k.a. Love, Murder and Deceit)
- Mega Python vs. Gatoroid (2011)

Especials de televisió
- VH1 Divas 2012 (2012)

Aparició a sèries de televisió
| Any  | Títol                                                          | Episodi                                            |
| ---- | -------------------------------------------------------------- | -------------------------------------------------- |
| 2017 | Soundtracks: Songs That Defined History                        | "Out, Loud & Proud"                                |
| 2016 | Soundbreaking: Stories from the Cutting Edge of Recorded Music | "Sound and Vision"                                 |
| 2012 | Celebrity Ghost Stories                                        | "Bill Bellamy/Dawn Wells/Jack Blades/Mary Lambert" |
| 2012 | Inside Horror                                                  | "Dead Kids Walking"                                |
| 2004 | The 100 Scariest Movie Moments                                 | Part I: 100-81                                     |

Telefilms
| Any  | Títol                                              | Director | Ella mateixa |
| ---- | -------------------------------------------------- | -------- | ------------ |
| 1984 | The Go-Go's: Wild at the Greek                     | Sí       | No           |
| 1998 | When You Believe: Music from "The Prince of Egypt" | Sí       | No           |
| 2004 | X-Rated: The Pop Videos They Tried to Ban          | Sí       | Sí           |
| 2005 | The 100 Greatest Pop Videos                        | No       | Sí           |
| 2008 | Dark Path Chronicles: Making Of                    | No       | Sí           |
| 2008 | Dark Path Chronicles: Behind the Characters        | Sí       | Sí           |
| 2009 | Pretty Bloody: The Women of Horror                 | No       | Sí           |
| 2011 | Chiller 13: Horror's Creepiest Kids                | No       | Sí           |

### Treballs documentals
- Bobby Brown: His Prerogative (1989) (Vídeo)

Curtmetratges
| Any  | Títol                                                 | Director | Guionista | Ella mateixa |
| ---- | ----------------------------------------------------- | -------- | --------- | ------------ |
| 2006 | Stephen King's 'Pet Sematary': The Characters         | No       | No        | Sí           |
| 2006 | Stephen King's 'Pet Sematary': Stephen King Territory | No       | No        | Sí           |
| 2006 | Stephen King's 'Pet Sematary': Filming the Horror     | No       | No        | Sí           |
| 2011 | Miss South Pacific: Beauty and the Sea                | Sí       | Sí        | No           |

Llargmetratge
| Any  | Títol                                        | Director | Guionista | Ella mateixa |
| ---- | -------------------------------------------- | -------- | --------- | ------------ |
| 2007 | 14 Women                                     | Sí       | Sí        | No           |
| 2014 | Sex & Music                                  | No       | No        | Sí           |
| 2017 | Unearthed & Untold: The Path to Pet Sematary | No       | No        | Sí           |

### Vídeos musicals
| Any  | Títol                                           | Artista                       | Director | Guionista | Productor | Ref.         |
| ---- | ----------------------------------------------- | ----------------------------- | -------- | --------- | --------- | ------------ |
| 1998 | "When You Believe" (versió alternativa)         | Whitney Houston, Mariah Carey | Sí       | No        | No        |              |
| 1997 | "Turn My Head"                                  | Live                          | Sí       | No        | No        |              |
| 1992 | "My Destiny"                                    | Lionel Richie                 | Sí       | No        | No        |              |
| 1992 | "Empire"                                        | Queensrÿche                   | Sí       | No        | No        |              |
| 1992 | "Another Rainy Night (Without You)" (version 2) | Queensrÿche                   | Sí       | No        | No        |              |
| 1990 | "Don't Go Away Mad (Just Go Away)"              | Mötley Crüe                   | Sí       | No        | No        |              |
| 1990 | "Without You"                                   | Mötley Crüe                   | Sí       | No        | No        |              |
| 1989 | "Rock Wit'cha"                                  | Bobby Brown                   | Sí       | No        | No        |              |
| 1989 | "Jelly Roll"                                    | Blue Murder                   | Sí       | No        | No        |              |
| 1989 | "Valley of the Kings"                           | Blue Murder                   | Sí       | No        | No        |              |
| 1989 | "Like a Prayer"                                 | Madonna                       | Sí       | Sí        | No        | [ 9 ] [ 10 ] |
| 1987 | "La Isla Bonita"                                | Madonna                       | Sí       | No        | No        |              |
| 1987 | "We'll Be Together"                             | Sting                         | Sí       | No        | No        |              |
| 1986 | "Nasty"                                         | Janet Jackson                 | Sí       | No        | No        |              |
| 1986 | "Control"                                       | Janet Jackson                 | Sí       | No        | No        |              |
| 1986 | "Feel the Heat"                                 | Jean Beauvoir                 | Sí       | No        | No        |              |
| 1986 | "Love Touch"                                    | Rod Stewart                   | Sí       | No        | No        |              |
| 1985 | "Dancin'"                                       | Chris Isaak                   | Sí       | No        | No        |              |
| 1985 | "Would I Lie to You?"                           | Eurythmics                    | Sí       | No        | No        |              |
| 1985 | "Ways to Be Wicked"                             | Lone Justice                  | Sí       | No        | No        |              |
| 1985 | "Material Girl"                                 | Madonna                       | Sí       | Sí        | No        | [ 10 ]       |
| 1984 | "The Glamorous Life"                            | Sheila E.                     | Sí       | No        | No        |              |
| 1984 | "Like a Virgin"                                 | Madonna                       | Sí       | Sí        | No        | [ 10 ]       |
| 1984 | "Borderline"                                    | Madonna                       | Sí       | No        | Sí        |              |
| 1984 | "Turn to You"                                   | The Go-Go's                   | Sí       | No        | No        |              |
| 1984 | "Monster"                                       | Fred Schneider                | Sí       | No        | No        |              |

### Videojoc
Director
- Double Switch (1993)